# Ahmed Al-Fraidi
Ahmed Al-Fraidi (Medina, 29 gennaio 1988) è un calciatore saudita, centrocampista svincolato.

## Carriera

### Club
Ha sempre giocato nel campionato saudita, vincendolo per quattro volte.

### Nazionale
Ha esordito in nazionale nel 2008.

## Palmarès

### Club

#### Competizioni nazionali
- Campionato saudita: 4

Al-Hilal: 2008, 2010, 2011
Al-Nassr: 2014
- Coppa della Corona del Principe saudita: 6

Al-Hilal: 2006, 2008, 2009, 2010, 2011, 2012
- Coppa Principe Faysal Bin Fahd: 1

Al-Hilal: 2006